# Ferdinand Reymond
Pour les articles homonymes, voir Reymond.

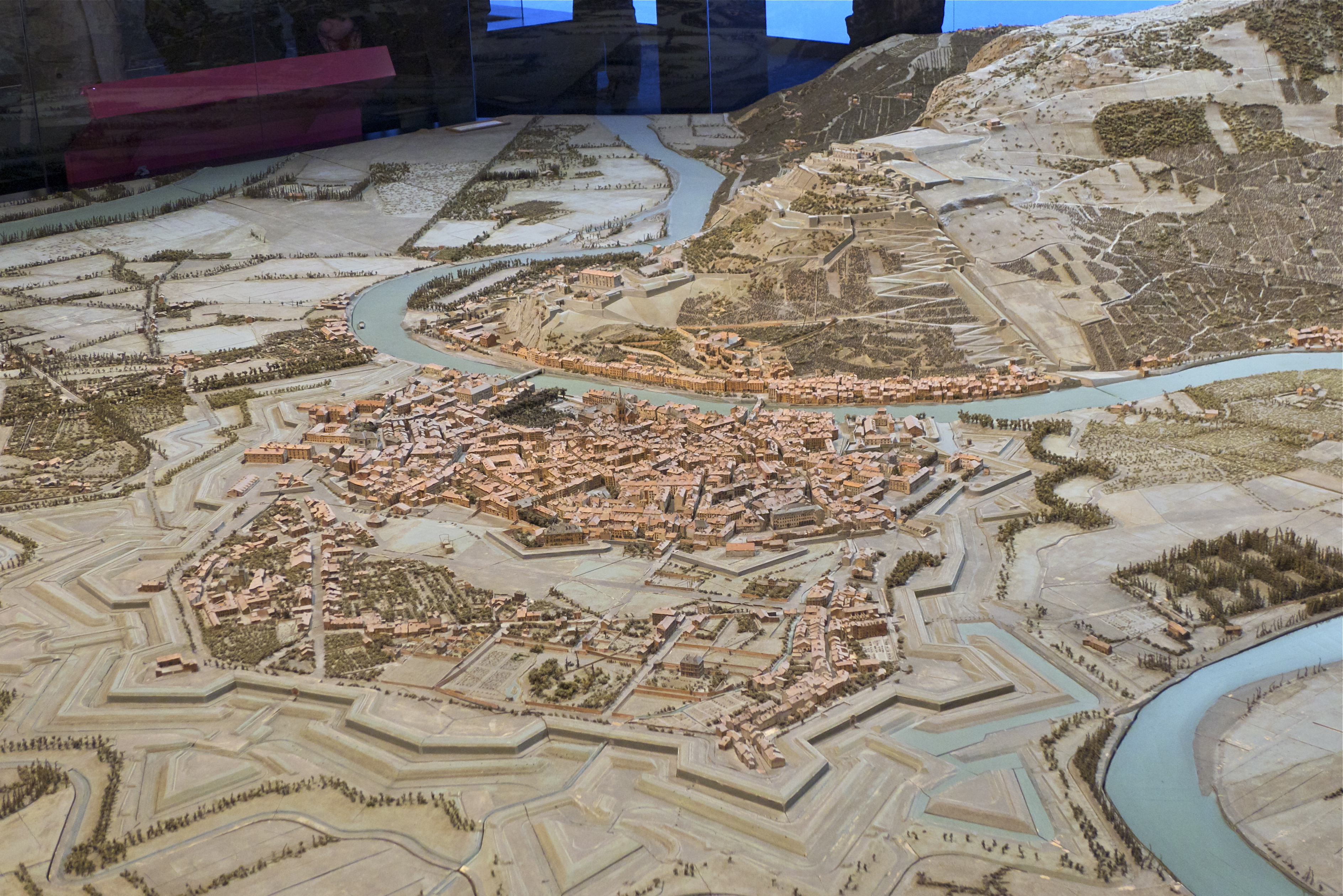
Plan-relief de Grenoble achevé en 1848

Ferdinand Reymond, né le 13 décembre 1805 à La Tour-du-Pin (Isère) et mort le 12 novembre 1880 à Grenoble, est un homme politique français.
Avocat à Grenoble durant la révolution française de 1848, il est nommé préfet de l'Isère du 8 juin 1848 au 24 janvier 1849 et devient maire de Grenoble en prenant la succession de Frédéric Farconnet du 5 mai au 25 août 1848. Il est député de l'Isère de 1849 à 1851, siégeant à gauche. Il quitte la vie politique sous le Second Empire. Il retrouve un siège de député de 1871 à 1880, et siège à gauche. Il est l'un des 363 qui refusent la confiance au gouvernement de Broglie, le 16 mai 1877. Il est aussi conseiller général du canton de La Tour-du-Pin.

## Sources
- « Ferdinand Reymond », dans Adolphe Robert et Gaston Cougny, Dictionnaire des parlementaires français, Edgar Bourloton, 1889-1891 [détail de l’édition] [texte sur Sycomore]

- Ressources relatives à la vie publique :   - Dossiers individuels de préfets
  - Base Sycomore